# Ummidia glabra
Espèce
Synonymes
- Pachylomerus glaber Doleschall, 1871

Ummidia glabra est une espèce d'araignées mygalomorphes de la famille des Halonoproctidae.

## Distribution
Cette espèce est endémique du Brésil.

## Systématique et taxinomie
Cette espèce a été décrite sous le protonyme Pachylomerus glaber par Ausserer en 1871. Elle est placée dans le genre Pachylomerides par Strand en 1934 puis dans le genre Ummidia par Roewer en 1955.

## Publication originale
- Ausserer, 1871 : « Beiträge zur Kenntniss der Arachniden-Familie der Territelariae Thorell (Mygalidae Autor). » Verhandllungen der Kaiserlich-Kongiglichen Zoologish-Botanischen Gesellschaft in Wien, vol. 21, p. 117-224 (texte intégral).